# Carlos Parra Merino
Carlos Humberto Parra Merino (Concepción, 1942) es un abogado y político chileno, miembro del Partido Radical (PR). Se desempeñó como director nacional del Servicio Agrícola y Ganadero (2002-2004), embajador de Chile en Suecia (1990-1993) nombrado en el gobierno de Patricio Aylwin Azócar,  y subsecretario de Aviación (2004-2006) durante el gobierno del presidente Ricardo Lagos. Es miembro del Instituto de Estudios Estratégicos de Londres.
En las elecciones parlamentarias de 2021, fue candidato a diputado por la región del Ñuble, logrando 1.387 votos equivalentes al 0.8% del total de sufragios válidos totales, sin resultar electo.

## Familia y estudios
Nació en Concepción en 1942, hijo de Ernesto Parra Pradenas y Florinda Merino Reyes. Realizó sus estudios superiores en la carrera de derecho en la Universidad de Chile. Obtuvo su título de abogado con la tesis: Medios de cultivo del Basilo de Koch. Luego cursó un máster en derecho del King’s College de Londres y estudios de formación docente en Stanford y en la Escuela de Derecho de Yale.
Está casado con la agricultora Ella María Gleisner Vivanco, quien fuera cónsul honoraria de Estonia en Chile. Con su cónyuge es padre de dos hijas; Lorena Andrea y Antonia Carolina.